# Romänische Revue

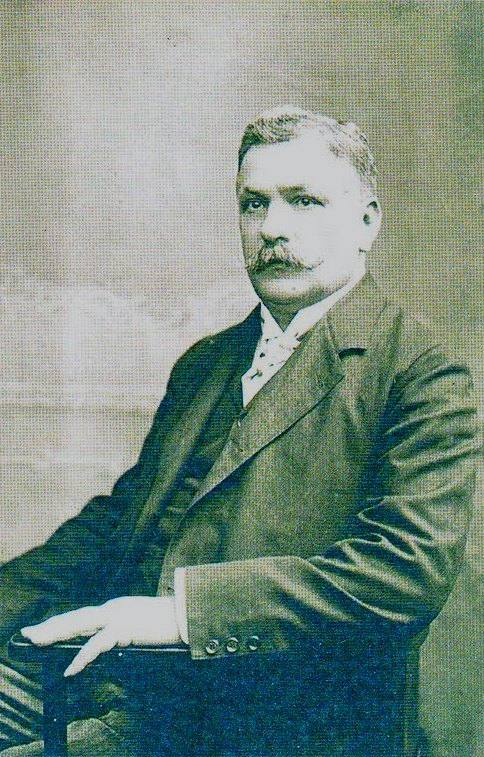
Corneliu Diaconovici

Die Romänische Revue mit Untertitel Politisch-lit[t]erarische Monatsschrift war die erste deutschsprachige Zeitschrift der Rumänen für den deutschen Sprachraum. Die Romänische Revue erschien im Juli 1885 unter der Leitung des Banater Rumänen Corneliu Diaconovich in Budapest, wechselte dann aus wirtschaftlichen und politischen Gründen den Erscheinungsort nach Reșița (1886) und Wien (1889). Ab 1893 kam sie unter dem Titel Romänische Jahrbücher, mit dem Untertitel Politisch-literarische Monatsschrift unter der Leitung von Peter Broșteanu in Sibiu und 1894 in Timișoara heraus.

## Gründung
Die Rumänen des Banats und Siebenbürgens verstärkten nach dem Unabhängigkeitskrieg von 1877/78 des Fürstentums Rumänien ihren Widerstand gegen die Nationalitätenpolitik der Budapester Regierung, die ihnen politische Rechte vorenthielt und bekundeten ihre Zugehörigkeit durch Sprache und Kultur zu den Rumänen im Altreich.
In diesem Kontext brachte der in Bocșa Montană geborene Journalist, Jurist und Politiker Corneliu Diaconovich die Zeitschrift Romänische Revue heraus, deren erste Ausgabe im Juli 1885 in Budapest erschien. Im Laufe der Zeit wechselte sie ihren Erscheinungsort wiederholte Male. Beim Wechsel von Wien nach Sibiu wurde sie in „Romänische Jahrbücher“ mit dem Untertitel Politisch-literarische Monatsschrift umbenannt. Unter diesem Titel erschien auch der letzte Jahrgang in Temeswar.
Corneliu Diaconovich war Herausgeber und Redakteur in Personalunion. Die Auflage der Zeitschrift belief sich auf 800 bis 1000 Exemplare, von welchen etwa die Hälfte an Abonnenten ging, etwa 400 wurden gratis ins Ausland verschickt. Der Herausgeber erhielt Subventionen von der rumänischen Regierung in Bukarest, was ein  eindeutiger Hinweis dafür ist, dass der Revue aus Sicht der politisch führenden Kreise des Altreichs eine wichtige Rolle als Vermittlungsorgan zwischen allen von Rumänen bewohnten Gebieten und dem europäischen Ausland zugesprochen wurde.

## Programmatische Schwerpunkte
Programmatischer Schwerpunkt der Zeitschrift war, das Ausland über die literarischen, politischen und wirtschaftlichen Verhältnisse der Rumänen in Ungarn und im Königreich Rumänien zu informieren. Die bis zu 64 Seiten umfassenden Ausgaben waren durch eine militante Haltung in der nationalen Frage geprägt. Das politische Pamphlet und der aktuelle politische Bericht waren ebenso präsent wie der Kommentar und die Dokumentation.
Neben der Bekanntmachung aktueller Fragen der Nationalitätenpolitik war die Verbreitung und Bekanntmachung der rumänischen Kultur und Literatur im deutschen Sprachraum die wichtigste Zielsetzung der Romänischen Revue. Sie veröffentlichte konsequent Übersetzungen aus der rumänischen Volksdichtung und aus der damals aktuellen rumänischen Literatur. Die Revue setzte  sich in ihren zehn Jahrgängen mit konsequenter Beharrlichkeit für die Wahrnehmung der damaligen rumänischen Gegenwartsliteratur im literarischen Leben des deutschen Sprachraums ein. Aber auch über die deutsche Literatur, die in rumänischen Übersetzungen herauskam, informierte die Zeitschrift regelmäßig und umfassend.